# Nukleinsäure-Nomenklatur
Als Nukleinsäure-Nomenklatur werden in der Biochemie und Bioinformatik bestimmte Abkürzungen in Bezug auf Nukleinsäuren wie DNA und RNA bezeichnet, die von der IUPAC festgelegt wurden. Folgende Festlegungen gibt es bei Nukleinsäuren:

## Orientierung

Nukleosidmonophosphat (schematischer Aufbau)

Die Grundbausteine einer Nukleinsäure sind die Nukleotide. Deren zentrales Element ist die Ribose. Die Kohlenstoff-Atome dieses Moleküls werden im Uhrzeigersinn durchnummeriert; dabei wird jede Nummer mit der Prime ′ (sprich Strich, englisch prime) versehen. Zum Beispiel unterscheidet die Hydroxygruppe an der 2′-Position der Ribose die RNA von der DNA. Die Desoxyribose trägt nämlich an 2′ keine OH-Gruppe.
Da in einer Nukleinsäure die Hydroxygruppe an 3′ einer Nukleobase mit der Phosphatgruppe der nächsten verbunden ist, wird die Polarität und somit auch die Orientierung eines DNA-Stranges beziehungsweise eines RNA-Stranges mit 5′ und 3′ bezeichnet. Zum Beispiel bewegen sich Polymerasen am Template-(Matrizen-)Strang von 3′ nach 5′, auch 3′→5′ geschrieben. Andere Enzyme (z. B. einige Nukleasen) bewegen sich dagegen 5′→3′, also vom 5′-Ende in Richtung 3′-Ende.
Sense-Stränge werden 5′→3′ aufgeschrieben, entsprechend der Leserichtung der Ribosomen bei der Translation. Dadurch ist das 5′-Ende vorne und das 3′-Ende hinten.
Antisense-Stränge haben die entgegengesetzte Richtung 3′→5′ vom 3′-Ende in Richtung 5′-Ende.
3′- und 5′-Ende dienen auch zur Kennzeichnung der Orientierung von Genen:
Sense-Stränge entsprechen positiver (+), Antisense-Stränge negativer (−) Polarität.

## Symbole der Basen
Die fünf Nukleobasen der DNA und RNA werden mit ihren Anfangsbuchstaben abgekürzt. Weitere Symbole für unspezifische Nukleobasen (zwei oder mehrere Nukleobasen können alternativ eingesetzt werden) kommen zum Einsatz, wenn in einer Sequenz keine eindeutige Zuordnung gemacht werden kann.
| Symbol | Bedeutung          | Beschreibung                                      |
| ------ | ------------------ | ------------------------------------------------- |
| G      | G                  | Guanin                                            |
| A      | A                  | Adenin                                            |
| C      | C                  | Cytosin                                           |
| T      | T                  | Thymin                                            |
| U      | U                  | Uracil                                            |
| R      | A oder G           | Purine                                            |
| Y      | C oder T           | Pyrimidine                                        |
| W      | A oder T           | engl. weak (schwache) Wasserstoffbrückenbindungen |
| S      | G oder C           | engl. strong (starke) Wasserstoffbrückenbindungen |
| M      | A oder C           | Aminogruppe                                       |
| K      | G oder T           | Ketogruppe                                        |
| H      | A, C, oder T (U)   | nicht G, (H folgt im Alphabet auf G)              |
| B      | G, C, oder T (U)   | nicht A, (B folgt im Alphabet auf A)              |
| V      | G, A, oder C       | nicht T (U), (V folgt im Alphabet auf U)          |
| D      | G, A, oder T (U)   | nicht C, (D folgt im Alphabet auf C)              |
| N      | G, A, C oder T (U) | engl. any (alle Nukleotide möglich)               |